# Itzchak Parnas

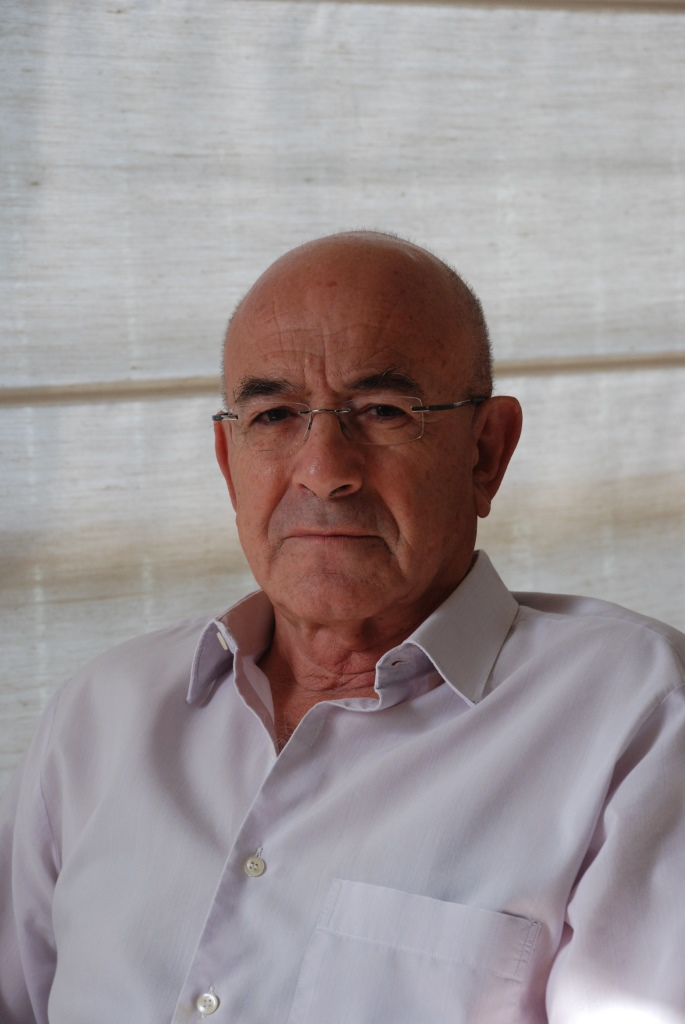
Itzchak Parnas (2010)

Itzchak Parnas (hebräisch יצחק פרנס, * 11. November 1935 in Jerusalem; † 29. November 2012) war ein israelischer Pharmakologe und Neurobiologe.

## Leben
Itzchak Parnas studierte an der Hebräischen Universität Jerusalem bis 1960 Biologie und promovierte dort 1963 in Physiologie. Nachdem er als Postdoc in den Vereinigten Staaten tätig gewesen war, arbeitete er ab 1966 an der Hebräischen Universität. Im Jahr 1971 wurde er dort außerordentlicher Professor, 1975 wurde er ordentlicher Professor für Neurobiologie.
Daneben war Parnas unter anderem als Gastprofessor an der Stanford University, dem California Institute of Technology und der Columbia University tätig. Er wurde zum Ehrenmitglied der Bayerischen Akademie der Wissenschaften gewählt und erhielt den Max-Planck-Forschungspreis. Außerdem erhielt Parnas die Ehrendoktorwürde der Technischen Universität München. Er gründete auch die Israelische Gesellschaft für Neurowissenschaft und wurde zu ihrem ersten Präsidenten gewählt.